# Potenza (Fluss)
Der Potenza ist ein Fluss in der italienischen Region Marken. Er entspringt am Monte Pennino in etwa 800 m s.l.m. und legt bis zu seiner Mündung in die Adria bei Porto Recanati 95 Kilometer zurück.